# Aeschi bei Spiez
Aeschi ist eine politische Gemeinde im Verwaltungskreis Frutigen-Niedersimmental des Kantons Bern in der Schweiz, nicht zu verwechseln mit Aeschi (SO), einer anderen politischen Gemeinde, jedoch im Kanton Solothurn gelegen.

## Geografie
Aeschi liegt südlich von Spiez rechtsseitig der Kander gegenüber dem Niesen auf einem zunächst sachte Richtung Morgenberghorn ansteigenden Bergrücken in (im Ortskernbereich) etwa 850 m ü. M. Der Thunersee liegt knapp 2 km nordöstlich von Aeschi. Etwas oberhalb der Ortschaft liegt der Ortsteil Aeschiried.
Vom knapp 31 km² grossen Gemeindegebiet entfallen 645 ha auf Wald.

## Name und Geschichte
Der Name Aeschi beruht auf einer althochdeutschen Grundform «ascahi» (Eschengehölz) und bezeichnet einen Ort, an dem Eschen in grosser Zahl vorkommen. «1228 wurde er als ‹Assches› oder ‹Ashes›, 1361 als ‹Esse›, 1453 als ‹Eschy› geschrieben. Daraus entwickelte sich im Laufe der Zeit der Name ‹Aeschi›, der seit dem 16. Jahrhundert gebraucht wird.»
- 933 Kirche von Aeschi durch Rudolf von Strättligen, König von Neuburgund, gestiftet
- 1228 Erste urkundliche Erwähnung der Kirche Aeschi
- 1352  Thüring von Brandis verkauft die Landschaft Mülenen-Aeschi (die heutigen Gemeinden Aeschi und Reichenbach) an die Stadt Bern.
- 1488 Vermuteter Baubeginn der heutigen Kirche
- 1522 Freiheitsort in des Kilchherrn Haus bestätigt
- 1528 Reformationsmandat erlassen, Aufstand in Aeschi gegen den neuen Glauben, Teilnahme von Aeschi am Interlakner-Aufstand, Einsatz bernischer Truppen im Berner Oberland im Oktober und November, Ende des Aufstandes um Mitte November. Aeschi war nun reformiert[5]
- 1557 Erste festgehaltene Besteigung des Niesen durch Professor Benedikt Marti
- 1615 Erste Schule in Aeschi gegründet
- 1833 Bau des Schulhauses in Aeschiried
- 1900 Wasserversorgung Aeschi – Spiez beginnt Wasserleitungen zu verlegen
- 1910 Der deutsche Anarchist und Poet Erich Mühsam weilt einige Wochen in der Pension Baumgarten.
- 1904 Elektrische Strassenbeleuchtung eingerichtet
- 1978 Bau des Hallenbads

Zur Reinigung des Abwassers wurde die Gemeinde an die ARA Thunersee in der Uetendorfer Allmend angeschlossen.

## Bevölkerung
Aeschi hat etwa 640 Haushalte. Bei der Volkszählung 2000 hatte die Gemeinde 2025 Einwohner, davon waren «ca. 30 % unter 20-, 26 % zwischen 20- und 39-, 28 % zwischen 40- und 64- und 16 % über 65-jährig. Rund 37 % der Bevölkerung waren voll- und ca. 10 % teilerwerbstätig.  In der Landwirtschaft waren ca. 6 % der Gesamtbevölkerung tätig, ... , in Industrie und Handwerk, 9 % und in Handel, Gastgewerbe und Verkehr ca. 28 %.  Von den 867 erwerbstätigen Personen waren 191 Selbständige (22 %)».
Der 1945 gegründete Gewerbeverein zählt 75 Mitglieder (Abruf April 2010).

## Politik
Gemeinderatspräsident und Gemeindepräsident ist Christian Däpp (SVP).
Bei den Nationalratswahlen 2023 betrugen die Wähleranteile in Aeschi bei Spiez (in Klammern die Veränderung im Vergleich zu den Wahlen 2019 in Prozentpunkten): SVP 44,86 % (+0,69), glp 9,97 % (+0,72), EDU 9,21 % (+4,18), SP 8,53 % (+1,41), EVP 6,55 % (−1,96), Mitte 5,90 % (−1,53), FDP 5,59 % (+1,05), Grüne 5,06 % (−2,72), SD 0,20 % (−0,76).

## Verkehr

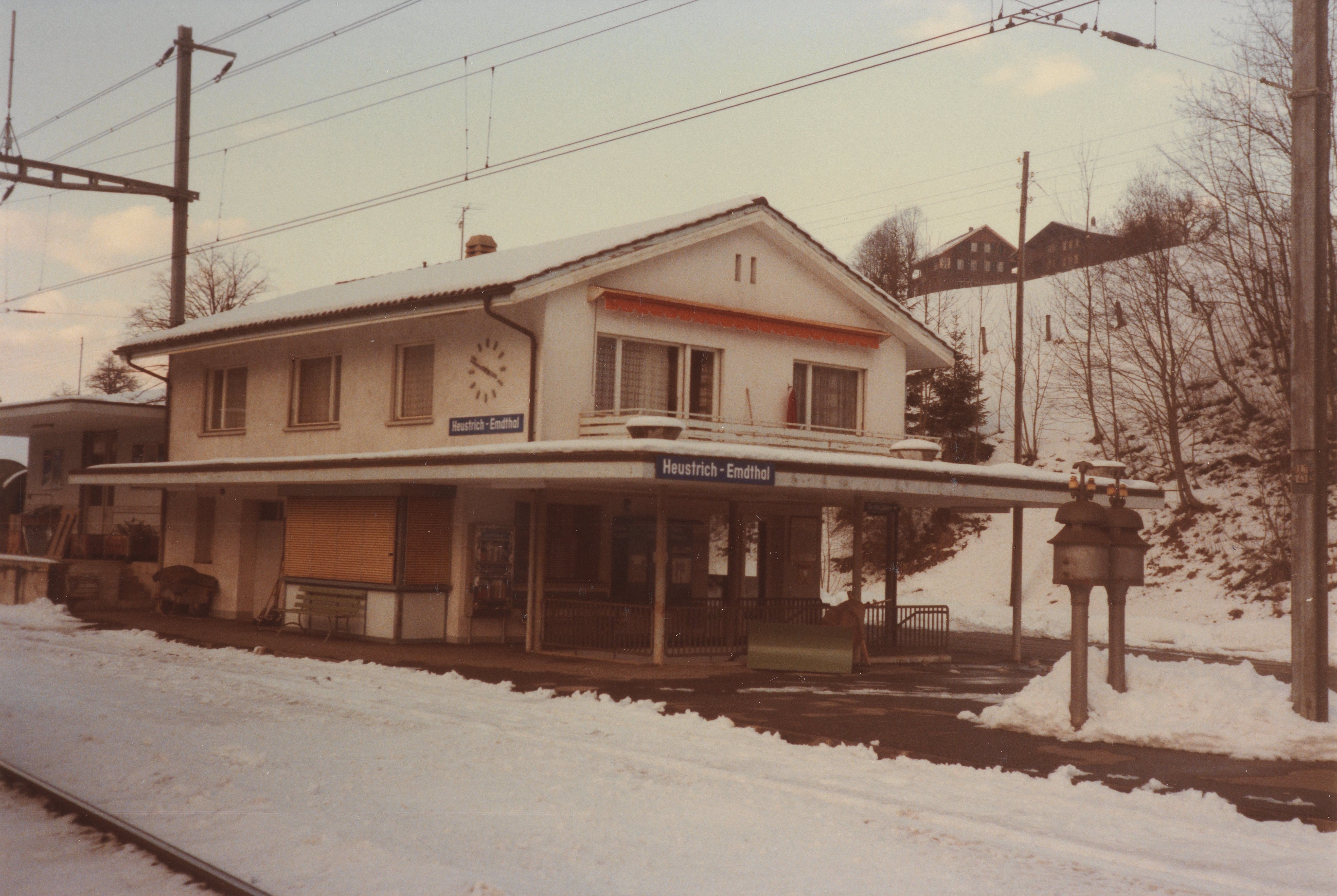
Ehemalige Station Heustrich-Emdthal, Winterbild (1984)

Busverbindungen gibt es nach Spiez über Hondrich und über Krattigen sowie von Aeschi bei Spiez ins Suldtal.

## Tourismus
In der Gemeinde gibt es ein Hallenbad mit Sauna.
Mehrere gut gekennzeichnete, meist leicht begehbare, abschnittsweise aber auch sehr steil werdende Wanderwege passieren die Gemeinde bzw. beginnen teilweise dort.
Ein zwischen Aeschi Ortsmitte und dem Wachthubel auf ca. 900 m ü. M. liegender, etwa zur Hälfte terrassierter Campingplatz bietet auf ca. einem Hektar Fläche etwa 50 fest vermietete und 45 Touristen-Stellplätze an. Zahlreiche weitere Unterkünfte, wie Hotels, Gästehäuser, Pensionen, Ferienwohnungen und Gästezimmer, sowie etwa ein Dutzend Restaurants stehen insbesondere dem Tourismus zur Verfügung.
Winter: Vor allem in Aeschiried gibt es mehrere Skilifte und Langlauf-Loipen, eine davon beleuchtet.

## Bilder

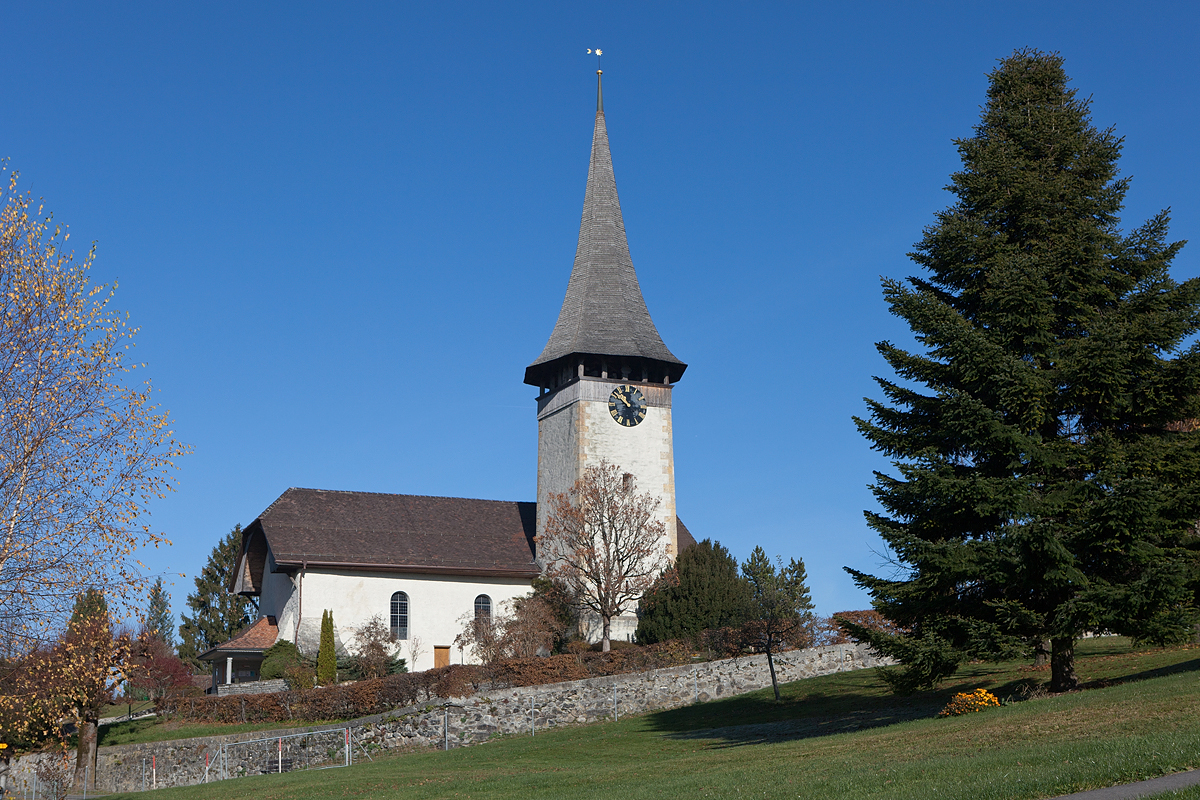
Kirche von Aeschi
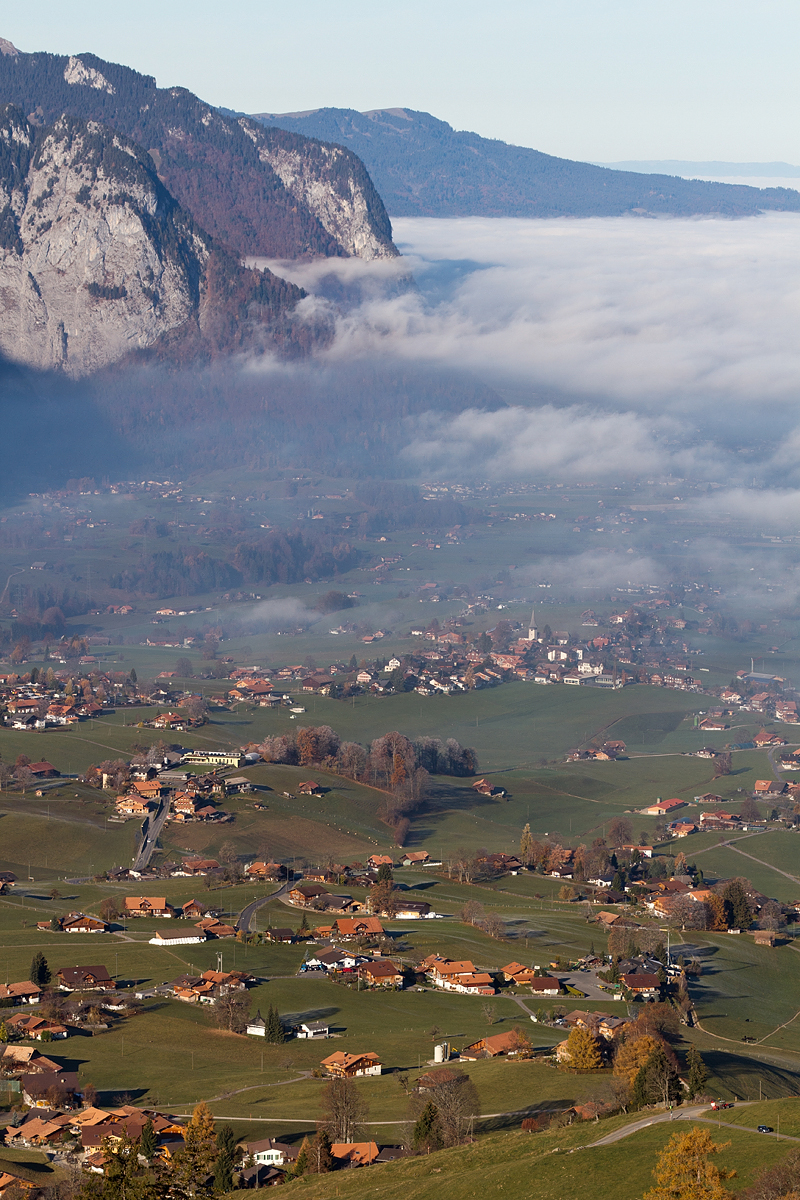
Blick auf Aeschiried und Aeschi
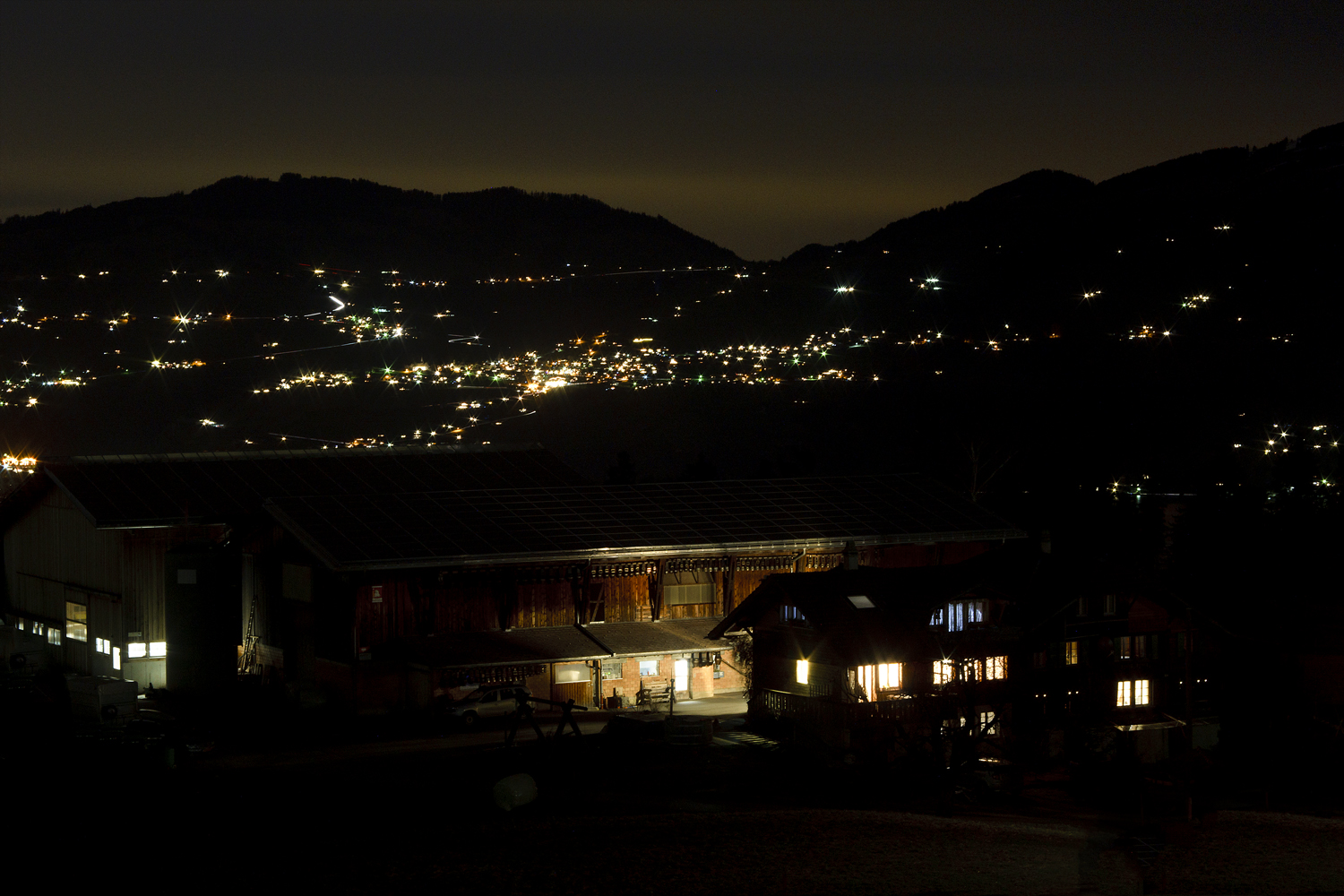
Ryffenbühl bei Nacht
Flugaufnahme 1956
Flugaufnahme 1952

## Persönlichkeiten
- Jakob Scherz (1818–1889), Politiker
- Auguste Baud-Bovy (1848–1899), Alpenmaler
- Gustav Gamper (1873–1948), Schweizer Musiker, Maler und Schriftsteller
- Hans Rudolf Balmer (1899–1993), Lehrer und Mundartschriftsteller
- Willy Vaterlaus (* 1922), Jazz- und Unterhaltungsmusiker
- Hans Wüthrich (1937–2019), Komponist und Sprachwissenschaftler